# Jacek Sokolski
Jacek Zbigniew Sokolski – polski filolog, dr hab. nauk humanistycznych, profesor Instytutu Filologii Polskiej Wydziału Filologicznego Uniwersytetu Wrocławskiego.

## Życiorys
Obronił pracę doktorską, 1 stycznia 1989 habilitował się na podstawie pracy zatytułowanej Staropolskie zaświaty. Obraz piekła, czyśćca i nieba w renesansie i baroku literatury polskiej wobec tradycji średniowiecza. 19 maja 1999 nadano mu tytuł profesora w zakresie nauk humanistycznych. Pracował w Instytucie Filologii Polskiej na Wydziale Filologicznym Uniwersytetu Opolskiego.
Jest profesorem Instytutu Filologii Polskiej Wydziału Filologicznego Uniwersytetu Wrocławskiego.